# Хяргас
Хяргас (монг.: Хяргас) — сомон аймаку Увс, Монголія. Площа 3,3 тис. км², населення 3,9 тис. Центр сомону селище Бугат лежить за 1156 км від Улан-Батора, за 180 км від міста Улаангом.

## Рельєф
Гори Борхайрхан (2691 м), Яргайт (2303 м), Хуц (2015 м), долини річки Гурамс, озеро Хяргас, солоні озера.

## Клімат
Клімат різко континентальний. Щорічні опади в горах 200 мм, на решті території 120—180 мм, середня температура січня −20°-34°С, середня температура липня +16°+20°С.

## Природа
Водяться вовки, лисиці, тарбагани, манули, козулі, зайці.

## Корисні копалини
Залізна та мідна руда, хімічна та будівельна сировина.

## Соціальна сфера
Є школа, лікарня, сфера обслуговування.